# Silke Lippok
Silke Lippok (ur. 31 stycznia 1994 w Pforzheim) – niemiecka pływaczka, mistrzyni Europy, mistrzyni Europy (basen 25 m).
Specjalizuje się w pływaniu stylem dowolnym. Największym jej sukcesem jest złoty medal mistrzostw Europy w Budapeszcie w 2010 roku w sztafecie 4 x 100 metrów stylem dowolnym i rok później w Szczecinie w mistrzostwach Starego Kontynentu na basenie 25 m w wyścigu na 200 m stylem dowolnym. 13-krotna medalistka mistrzostw Europy juniorów z Pragi i Helsinek (9 x złoto, 4 x srebro).
Uczestniczka igrzysk olimpijskich w Londynie (2012) na 200 m stylem dowolnym (13. miejsce) oraz w sztafetach 4 x 100 i 4 x 200 m stylem dowolnym (9. i 11. miejsce).